# Îlet Galion
Îlet Galion är en ö i Brasilien, på gränsen till Franska Guyana. Den ligger i den norra delen av landet, 2 200 km norr om huvudstaden Brasília.
I omgivningarna runt Îlet Galion växer i huvudsak städsegrön lövskog. Runt Îlet Galion är det mycket glesbefolkat, med 3 invånare per kvadratkilometer.